# 里奇蘭 (蒙大拿州)
里奇蘭（英語：Richland）是位於美國蒙大拿州瓦利縣的非建制地區。

## 歷史
里奇蘭的郵局於1913年設立，1919年關閉後又於1926年重啟，營運至今。

## 地理
里奇蘭所處的海拔為高於海平面823米（即2700英呎），而該地所採用的時區為UTC-6，即北美山地時區（MST）。同時該地設有夏令時間，為UTC-7調快一小時，即UTC-6（MDT）。